# Benoît Yvert
Pour les articles homonymes, voir Yvert.
Benoît Yvert est un administrateur et historien français né le 16 juin 1964 à Vincennes.

## Biographie
Expert en livres anciens et éditeur, Benoît Yvert a été chargé de mission à la direction des archives du ministère des Affaires étrangères puis conseiller technique dans divers cabinets ministériels.
Il a enseigné l’histoire à l’Institut catholique de Paris de 1987 à 2002 et est l’auteur de plusieurs ouvrages historiques, dictionnaires et études sur le XIXe siècle.
Il est nommé directeur du livre et de la lecture au ministère de la Culture et de la Communication et président du Centre national du livre le 26 août 2005 et démissionne de ces postes le 7 mai 2009. Il devient alors directeur des éditions Perrin.
Conseiller de Dominique de Villepin lorsque ce dernier était ministre des Affaires étrangères (2002-2004), puis ministère de l'Intérieur chargé des études et de l'analyse, puis à Matignon (2005-2007) en étant chargé de la prospective, Benoît Yvert a été secrétaire général du « Club Villepin » créé en 2009 pour soutenir l'ancien chef de gouvernement.

## Publications
- La Contre-Révolution : origines, histoire, postérité, Paris : Perrin, 1990 (coordination)
- Dictionnaire des ministres de 1789 à 1989, Paris : Perrin, 1990 (direction)
- Histoire de la Restauration (1814-1830) : naissance de la France moderne, Paris : Perrin, 1996 (en collaboration)
- Premiers ministres et présidents du Conseil : histoire et dictionnaire raisonné des chefs du gouvernement en France (1815-2007), Paris, Perrin, coll. « Tempus », 2007, 928 p. (ISBN 978-2-262-02687-5, BNF 41151498).
- La Restauration, Les idées et les hommes, CNRS, 2013

## Distinctions
- Chevalier de l'ordre des Arts et des Lettres [réf. nécessaire]
- Chevalier de la Légion d'honneur le 14 avril 2017[5]